# Cerkiew św. Eliasza w Nowym Siole
Cerkiew św. Eliasza Proroka w Nowym Siole – dawna murowana parafialna cerkiew greckokatolicka, znajdująca się w Nowym Siole.
Cerkiew zbudowana została w 1907 w miejscu starszej, drewnianej cerkwi, remontowano ją w 1930. Do parafii należała filialna cerkiew w Cieszanowie. Parafia należała do dekanatu lubaczowskiego, po I wojnie światowej do dekanatu cieszanowskiego.
Po wojnie cerkiew została przejęta przez kościół rzymskokatolicki.

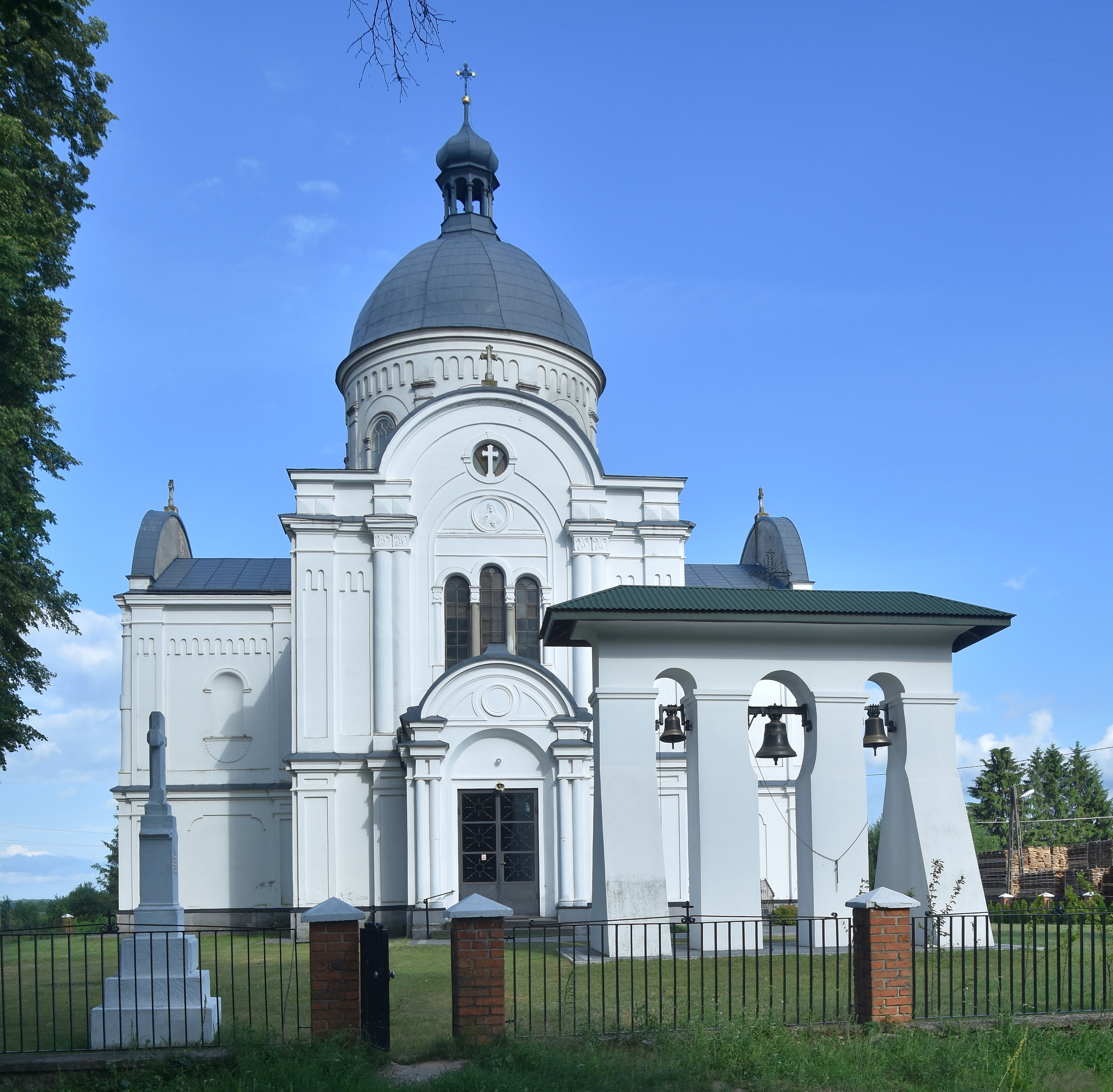
Elewacja frontowa
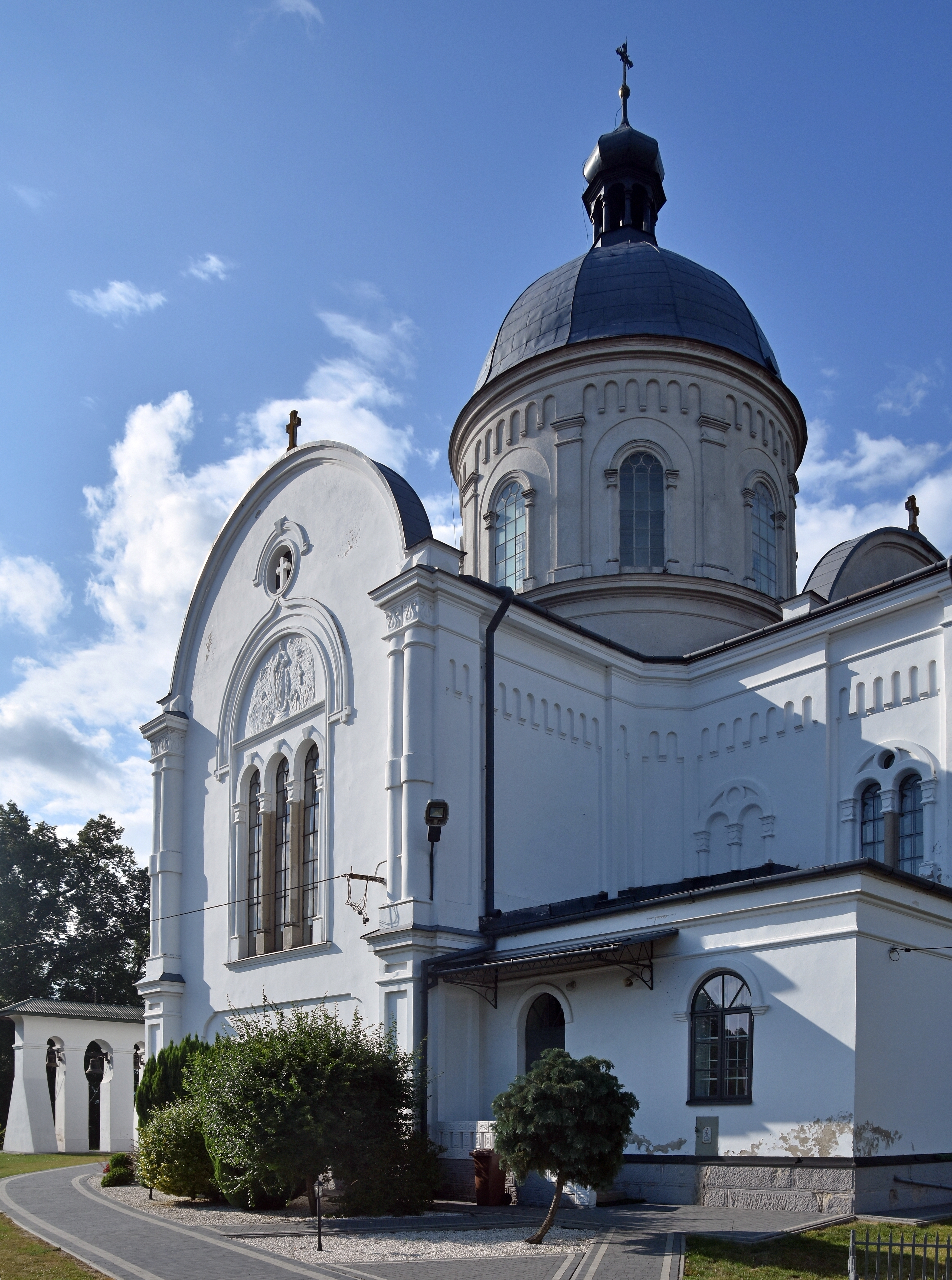
Elewacja boczna
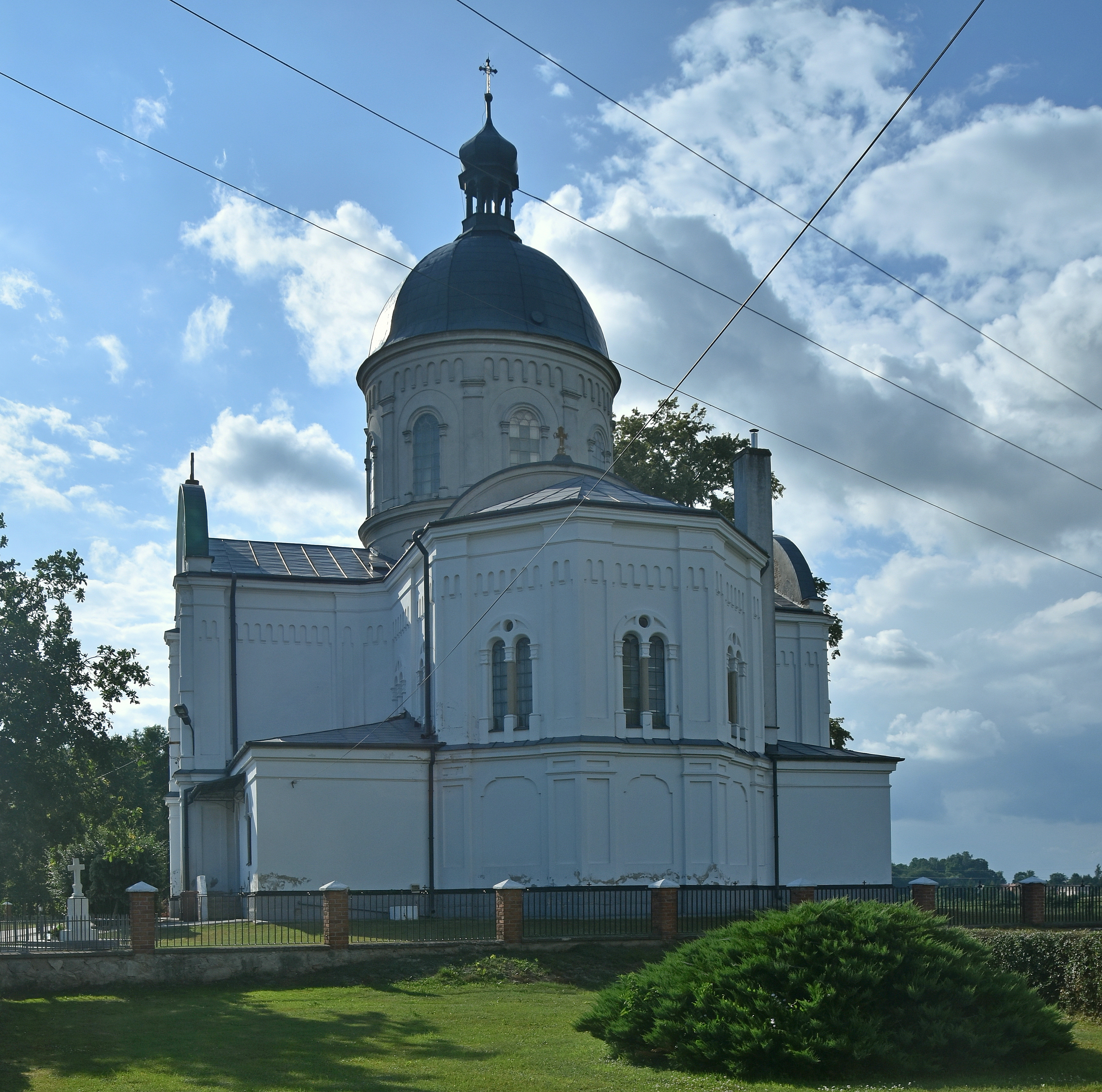
Widok od strony prezbiterium